# Olimpia Basketball Club
El Olimpia Basketball Club, també conegut com a Olimpia de Venado Tuerto, és un club argentí de basquetbol de la ciutat de Venado Tuerto, Província de Santa Fe.

## Història
El club va ser creat el 26 d'agost de 1940. El 1991 assolí l'ascens a la Liga Nacional de Básquetbol. La temporada 1994-95 arribà a la final però fou vençut per Club Sportivo Independiente. La temporada 1995-96 guanyà la seva primera lliga argentina i la lliga sud-americana. A partir de 2009 entrà en problemes financers, amb un deute de 1,5 milions de pesos argentins, abandonant la lliga argentina.

## Jugadors destacats
- Wálter Herrmann
- Andrés Nocioni
- Leonardo Gutiérrez
- Alejandro Montecchia
- Lucas Victoriano
- Carlos Delfino
- Jorge Racca
- Héctor Campana
- Esteban Pérez
- Sebastián Uranga
- Todd Jadlow
- Michael Lamont Wilson

## Palmarès
- Liga Nacional de Básquet (1): 
  - 1995-96
- Lliga sud-americana de bàsquet (1):
  - 1996